# Som när ett barn kommer hem om kvällen
Som när ett barn kommer hem om kvällen är en svensk psalm av tonsättaren Göte Strandsjö från 1967. Texten bygger på Lukasevangeliet 15:11–32 och Johannesevangeliet 14:2. Den handlar om hur det är likadant att komma till Gud som att komma hem om kvällen, en plats där man är väntad och där man hör hemma.
Texten har upphovsrättsligt skydd till år 2071.

## Publicerad i
- Cantarellen 1984 som nummer 80.
- EFS-tillägget 1986 som nummer 772 under rubriken "Att leva av tro: Förtröstan – trygghet".[1]
- Sjung till vår Gud som nummer 145.[1]
- Psalmer och Sånger 1987 som nummer 596 under rubriken "Att leva av tro - Omvändelse".[2]
- Segertoner 1988 som nummer 517 under rubriken "Att leva av tro - Omvändelse".[3]
- Psalmer i 90-talet som nummer 881 under rubriken "Förtröstan".[1]
- Frälsningsarméns sångbok 1990 som nummer 592 under rubriken "Erfarenhet och vittnesbörd".[1]
- Lacrymosa 1993.[1]
- Verbums psalmbokstillägg 2003 som nummer 774 under rubriken "Att leva av tro: Förtröstan – trygghet".[1]
- Ung psalm som nummer 130.[1]
- Hela familjens psalmbok 2013 som nummer 21 under rubriken "Gud tycker om oss".[4]